# Isotomurus schaefferi
Isotomurus schaefferi är en urinsektsart som först beskrevs av Krausbauer 1947.  Isotomurus schaefferi ingår i släktet Isotomurus och familjen Isotomidae. Inga underarter finns listade i Catalogue of Life.